# Hiperprzestrzeń (matematyka)
Hiperprzestrzeń – rodzina niepustych domkniętych zbiorów danej przestrzeni topologicznej, która sama jest przestrzenią topologiczną z topologią Vietorisa.
W terminologii topologicznej istnieją pewne rozbieżności co do znaczenia samego pojęcia. Niektóre źródła rozumieją przez hiperprzestrzeń rodzinę CL(X) złożoną ze wszystkich niepustych domkniętych podzbiorów przestrzeni topologicznej X, tj. największą możliwą hiperprzestrzeń. W teorii continuów, dla danego continuum, przez hiperprzestrzeń rozumie się  zwykle rodzinę CLC(X) wszystkich niepustych domkniętych i spójnych podzbiorów przestrzeni X. W teorii przestrzeni metrycznych przez hiperprzestrzeń rozumie się zwykle rodzinę 2X złożoną z niepustych podzbiorów zwartych przestrzeni X (nie jest to zbiór potęgowy, zob. niżej). Najogólniejsza definicja hiperprzestrzeni to dowolna podprzestrzeń CL(X) z (dziedziczoną) topologią Vietorisa.

## Kwestia oznaczeń
W topologii, niektórzy autorzy oznaczają symbolem 2X lub exp(X) zdefiniowaną wyżej rodzinę CL(X). Czasami przez CL(X) oznacza się rodzinę wszystkich domkniętych podzbiorów (a więc rodzinę zawierającą także zbiór pusty). W teorii mnogości symbolem 2X oznacza się czasem zbiór potęgowy danego zbioru X, tj. rodzinę wszystkich jego podzbiorów. Nawet w przypadku, gdy dany zbiór traktuje się  jako przestrzeń dyskretną (tj. przestrzeń topologiczną w której wszystkie podzbiory są domknięte), wspomniane tu terminologie nie są ze sobą zgodne, bo zbiór pusty jest elementem zbioru potęgowego, ale nie jest z definicji elementem hiperprzestrzeni (w przyjętej tu definicji). Spotyka się również oznaczenie K(X) na hiperprzestrzeń złożoną ze zbiorów zwartych.

## Własności
- Jeżeli przestrzenie X i Y są homeomorficzne, to hiperprzestrzenie CL(X) i CL(Y) są również homeomorficzne[7].
- Gdy X jest przestrzenią regularną, to CL(X) jest przestrzenią Hausdorffa. Przeciwna implikacja zachodzi, gdy X jest przestrzenią typu T1[8].
- Jeżeli X jest przestrzenią typu T1 to jest ona przestrzenią ośrodkową wtedy i tylko wtedy, gdy przestrzeń CL(X) jest ośrodkowa[8].
- Jeżeli X jest przestrzenią normalną, to podprzestrzeń CLC(X) jest domknięta w CL(X)[8].
- Dla danej przestrzeni topologicznej odwzorowanie CL(X) × CL(X) → CL(X) dane wzorem (A, B) → A ∪ B jest ciągłe[9].
- Jeżeli X jest nieskończoną przestrzenią dyskretną, to CL(X) nie spełnia drugiego aksjomatu przeliczalności[10].

## Metryzowalność
Istnieje ścisły związek pomiędzy zwartością hiperprzestrzeni a jej metryzowalnością. Dokładniej, jeżeli X jest przestrzenią typu T1 oraz przestrzeń CL(X) jest metryzowalna, to X jest zwarta oraz metryzowalna. Zachodzą też następujące twierdzenia dotyczące hiperprzestrzeni złożonej z niepustych zbiorów zwartych:
- Jeżeli X jest przestrzenią metryczną, to hiperprzestrzeń 2X jest metryzowalna przez metrykę Hausdorffa[12]. W przypadku, gdy X jest przestrzenią metryczną z metryką ograniczoną przez 1, kanoniczne włożenie X → 2X dane wzorem x → {x} jest wówczas izometrią[13].
- Jeżeli X jest zupełną przestrzenią metryczną, to hiperprzestrzeń 2X jest metryzowalna w sposób zupełny. W szczególności, gdy X jest przestrzenią polską, to 2X też jest przestrzenią polską[14].
- Jeżeli X jest zwartą przestrzenią metryczną, to przestrzeń 2X = CL(X) jest zwarta i metryzowalna[15][14].